# 流浪者收容所

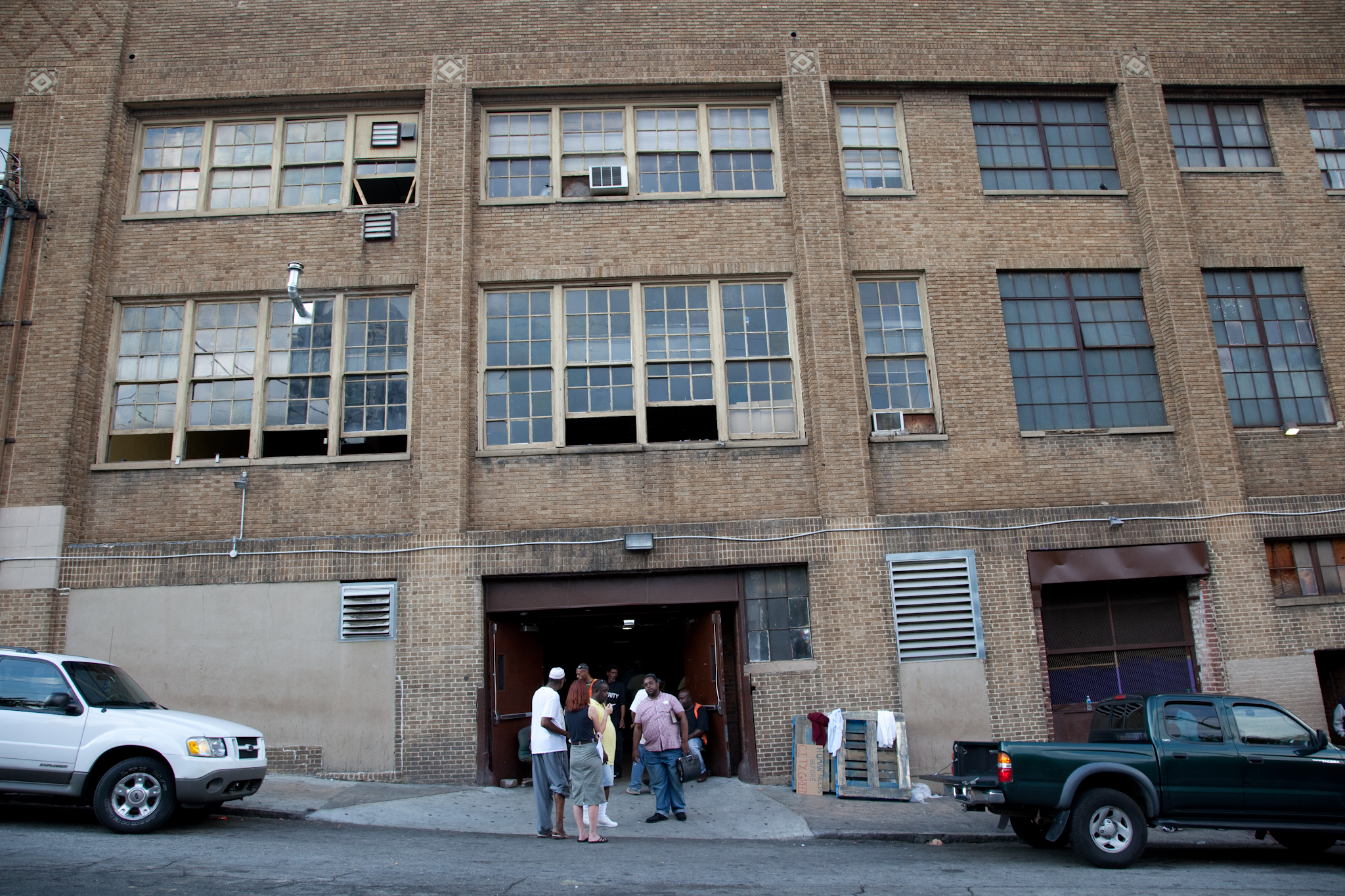
佐治亚州亚特兰大的一個流浪者收容所

流浪者收容所是一种專門为露宿者提供临时住所的服务机构。每年美國有数百名流浪者因疾病、缺乏营养、饥饿以及极端寒冷或炎热的天气而死亡。在新奥尔良，2005年飓风卡特里娜过后，约有10,000名无家可归者下落不明。 在华盛顿哥伦比亚特区，统计数据表明，63%的无家可归者无法定期洗澡。在惡劣天氣來臨時流浪者收容所可以为露宿者提供安全和保障使其免受天气的影响。中华人民共和国的流浪者收容所則稱為救助站。